# 杨敬燮
杨敬燮（1900年—1931年），又名赵胜，浙江天台县东乡西岙洋人，中国共产党早期人物、中国工农红军将领。

## 生平
1922年，杨敬燮从天台中学毕业。1923年，到北平求学。1925年7月，加入中国共产党。同年冬返回天台，筹建私墊。1927年，开设医院为贫苦百姓免费治疗头痛、牙痛等进行民运。1928年建立城关东门支部，并出任支部书记。1929年11月，调任中共台州中心县委委员。1930年3月，参与创建坞根游击大队。1930年3月，浙江工农红军第二纵队成立，他担任总指挥，并领导天台桐柏暴动，但被国民政府镇压。同年6月，他当选中国共产党浙南特别委员会宣传委员，返回坞根重组游击队。此后他与柳苦民等率游击队在玉环、温岭、乐清边境转战。
1930年7月底，队伍编为中国工农红军第十三军第二团，部队扩至700余人，柳苦民与他担任第2团负责人（团委成员还有程顺昌、叶勉秀、赵裕平）。8月下旬，红二团扩编为师。9月下旬，杨敬燮被迫离开坞根。1930年年底，中共浙南特委被破坏。1931年4月，杨敬燮重建台州临时中心县委。5月，改为台州中心区委。7月，区委机关再次遭到破坏，杨敬燮等人转移至临海东乡。1931年5月，浙江省高等法院悬赏400银圆通缉杨敬燮。同年冬，杨敬燮在临海、天台等地组织游击队，准备攻打临海县城。在路过临海东乡下沙渡时，遭遇国军爆发激战，杨敬燮身负重伤而亡，年仅31岁。
1983年7月12日，浙江省人民政府追认他为革命烈士，并在温岭坞根红十三军第二师烈士陵园中树立墓碑。